# Haematoloecha rubescens
Haematoloecha rubescens är en insektsart som beskrevs av William Lucas Distant 1883. Haematoloecha rubescens ingår i släktet Haematoloecha och familjen rovskinnbaggar. Inga underarter finns listade i Catalogue of Life.